# Max Heindel
Max Heindel, född Carl Louis von Grasshoff 23 juli 1865 i Århus, Danmark, död 6 januari 1919 i Oceanside, Kalifornien, var en kristen ockultist, astrolog och mystiker.